# Daniela Bascopé
Daniela Bascopé Van Grieken est une actrice vénézuélienne, née dans l'État du Texas aux États-Unis.

## Télévision

### Telenovelas
- 2011 - 2012 : El árbol de Gabriel (Venevisión) : Magdalena Miranda
- 2013 : Las bandidas
- 2016 - 2017 : La Doña (Telemundo) : Valeria Puertas